# Dorothy O’Neil
Dorothy „Dottie“ O’Neil (* 1930 in Norwich, Connecticut) ist eine US-amerikanische Badmintonspielerin. 

## Karriere
Dorothy O’Neil wurde 1960 und 1963 Weltmeisterin mit dem US-amerikanischen Damenteam im Uber Cup. 1964 gewann sie die offen ausgetragenen US-Meisterschaften im Dameneinzel. 1994 wurde sie in die US Badminton Hall of Fame aufgenommen.

## Sportliche Erfolge
| Saison | Veranstaltung | Disziplin   | Platz | Name           |
| ------ | ------------- | ----------- | ----- | -------------- |
| 1960   | Uber Cup      | Damenteam   | 1     | USA            |
| 1963   | Uber Cup      | Damenteam   | 1     | USA            |
| 1964   | US Open       | Dameneinzel | 1     | Dorothy O’Neil |